# Мурат (ім'я)
Мурат — чоловіче турецьке ім'я. Під час османського періоду вимовлялося як Мурад. Значення можна перевести приблизно як «бажання», «прагнення», або «мета».

## Відомі люди на ім'я Мурат
- Мурат Їлдирим — турецький кіноактор.
- Мурат Хан — турецький кіноактор.
- Мурат Якін — швейцарський футболіст.
- Гассієв Мурат Георгійович — російський боксер-професіонал.
- Карданов Мурат Наусбійович — російський борець.
- Мамедов Хаджи-Мурат Миколайович — український кінооператор.